# Március 21.
Március 21. az év 80. (szökőévben 81.) napja a Gergely-naptár szerint. Az évből még 285 nap van hátra.
Névnapok: Benedek + Bánk, Bekő, Bence, Bende, Bene, Benediktusz, Benett , Gergely, Gergő, Gerő, Hóvirág, Jázon, Miklós, Napsugár, Nikol, Nikola, Nikolasz, Nikolett, Nikoletta, Tavasz, Tavaszka

## Események

### Politikai események
- 1413 – V. Henrik lesz Anglia királya.
- 1804 – Franciaországban kihirdetik a Code Napoléont.
- 1874 – Megalakul a Bittó-kormány.
- 1919 – A Tanácsköztársaság kikiáltása Magyarországon.
- 1921 – II. Abdul-Medzsid kalifa negyedik házassága Bihruz Kadin Effendivel.
- 1924 – A Szovjetunióban megszüntetik a Tyihon pátriárka ellen korábban megindított bírósági eljárást.
- 1949 – A korábbi Buda-déli Központi Internálótáborból nagyjából harminc főt átszállítanak Kistarcsára, ezzel megkezdve a Kistarcsai Központi Internálótábor kialakítását.
- 1950 – Aláírják a New York-i egyezményt a prostitúció betiltásáról (Magyarország 1955-ben csatlakozott az Egyezményhez).
- 1957 – Megalakul a KISZ.
- 1959 – A Kínai Népköztársaság hadserege brutálisan leveri a tibeti népfelkelést.
- 1961 – A román Nagy Nemzetgyűlés a munkáspárt első titkárát, Gheorghe Gheorghiu-Dejt választja meg az újonnan létrehozott Államtanács elnökévé, míg Ion Maurer a kormányfői posztot kapja.
- 1975 – A császári hatalom felszámolása Etiópiában.
- 1980 – Jimmy Carter amerikai elnök az egész világot felszólítja az év nyarán Moszkvában megrendezendő olimpiai játékok bojkottjára.[1]
- 1990 – Befejeződnek Marosvásárhelyen a magyarok és románok közötti összecsapások, ismertebb nevén a fekete március
- 2006 – Megérkezik Magyarországra az első öt JAS 39 Gripen.
- 2008 – Fegyveres összecsapás robban ki iszlamista harcosok és a palesztin Fatah mozgalom fegyveresei között a libanoni Sidon város palesztin menekülttáboránál.
- 2009 – Az MSZP kongresszusán lemondott Gyurcsány Ferenc kormányfő.
- 2018 – Beiktatják hivatalába az új pannonhalmi főapátot, Hortobágyi T. Cirillt.[2]

### Kulturális események
- 1969 – az első színes tévéadás Magyarországon

### Sportesemények
Formula–1
- 1982 –  brazil nagydíj, Jacarepagua – Győztes: Alain Prost  (Renault Turbo)
- 2004 –  maláj nagydíj, Sepang – Győztes: Michael Schumacher  (Ferrari)

### Egyéb események
- 1963 – Bezárják a San Franciscoi öböl szigetén álló, Alcatraz néven hírhedtté vált börtönt

## Születések
- 1763 – Jean Paul Richter német író († 1825)
- 1768 – Joseph Fourier francia matematikus, fizikus, a Fourier-sor megalkotója, ő fedezte fel az üvegházhatást, valamint róla nevezték el a Fourier-transzformációt is († 1830)
- 1769 – Dayka Gábor magyar költő, pap, tanár († 1796)
- 1777 – Georg Rukavina császári és királyi táborszernagy († 1849)
- 1821 – Molnár József magyar festőművész († 1899)
- 1825 – Alekszandr Fjodorovics Mozsajszkij orosz tengerésztiszt, a repülés egyik úttörője († 1890)
- 1837 – Theodore Nicholas Gill amerikai ichthyológus, mammalógus és könyvtáros, a puhatestűek kutatója († 1914)
- 1839 – Modeszt Petrovics Muszorgszkij orosz zeneszerző, az „Ötök” egyike († 1881)
- 1887 – Kassák Lajos Kossuth-díjas magyar költő, író, műfordító, képzőművész († 1967)
- 1893 – Eugen Kolisko osztrák orvos-kémikus, fizikus, matematikus, író, antropozófus († 1939)
- 1902 – Son House (er. Eddie James House, Jr.) amerikai blues-zenész († 1988)
- 1909 – Dr. Nádasi Alfonz bencés szerzetes, tanár, Kodály Zoltán munkatársa († 1997)
- 1913 – T. Tóth Sándor  erdélyi magyar matematikatörténész, egyetemi oktató († 2007).
- 1913 – George Abecassis brit autóversenyző († 1991)
- 1916 – Ken Wharton (Kenneth Wharton) brit autóversenyző († 1957)
- 1921 – Chico Godia-Sales (Francesco Godia-Sales) spanyol autóversenyző († 1990)
- 1922 – Bárány Tamás magyar író, költő („...és így írunk mi”) († 2004)
- 1923 – Nyers Rezső magyar közgazdász, politikus, az MSZP első elnöke († 2018)
- 1926 – Kovács Mária Jászai Mari-díjas magyar színésznő, érdemes művész († 2003)
- 1927 – Halton Arp amerikai csillagász, leginkább az ősrobbanás elméletének egyik kritikusaként ismert († 2013)
- 1928 – Peter Hacks német író († 2003)
- 1942 – Françoise Dorléac francia színésznő, Catherine Deneuve nővére († 1967)
- 1943 – Gyulai István magyar atléta, sportriporter, a Nemzetközi Amatőr Atlétikai Szövetség (IAAF) főtitkára  († 2006)
- 1946 – Timothy Dalton wales-i születésű angol színész
- 1950 – Szergej Lavrov orosz diplomata, politikus
- 1958 – Gary Oldman Oscar-díjas angol színész
- 1960 – Ayrton Senna (Ayrton Senna da Silva) brazil autóversenyző, a Formula–1 háromszoros világbajnoka (1988, 1990, 1991) († 1994)
- 1961 – Lothar Matthäus német labdarúgó, a magyar válogatott volt szövetségi kapitánya
- 1962 – Matthew Broderick amerikai színész
- 1963 – Cserna Antal magyar színész
- 1963 – Ronald Koeman holland válogatott labdarúgó
- 1968 – Nagy Zsolt magyar labdarúgó, a Kecskeméti TE kapusa († 2024)
- 1970 – Harsányi Levente magyar televíziós és rádiós műsorvezető
- 1970 – Lisztóczki Péter magyar színész
- 1972 – Kiss Balázs olimpiai bajnok magyar kalapácsvető
- 1980 – Ronaldinho brazil válogatott labdarúgó
- 1987 – Jurij Rjazanov orosz tornász († 2009)[3]
- 1989 – Jordi Alba spanyol valogatott labdarúgó
- 1991 – Antoine Griezmann francia labdarúgó
- 1997 – Martina Stoessel (Tini) argentin énekesnő, színésznő, táncos
- 2001 – Aurelian Dragomir román műugró, ifjúsági olimpikon

## Halálozások
- 547 – Nursiai Szent Benedek (* 480 körül)
- 1617 – Pokahontasz (asszonynevén Rebecca Rolfe) amerikai bennszülött nő (* 1595 körül)
- 1762 – Nicolas-Louis de Lacaille abbé francia csillagász, a déli égbolt egyik jelentős megfigyelője (* 1713)
- 1862 – Alfred Candidus Ferdinand zu Windisch-Grätz császári és királyi tábornagy, az 1848–49-es szabadságharc egy időszakában a császári csapatok főparancsnoka (* 1787)
- 1889 – August von Pettenkofen osztrák festőművész (* 1822)
- 1910 – Nadar francia fotográfus, karikaturista, újságíró, író (* 1820)
- 1928 – Edward Walter Maunder angol csillagász (* 1851)
- 1929 – Batthyány Ilona grófnő (* 1842)
- 1931 – Zygmunt Puławski lengyel mérnök, repülőgéptervező (* 1901)
- 1941 – Fernand Vix francia hivatásos katona, 1918–19-ben az antant budapesti katonai bizottságának vezetője (* 1876)
- 1959 – Mansfeld Péter az 1956-os forradalmat követő megtorlás legfiatalabb áldozata, kivégezték (* 1941)
- 1962 – Sándor Erzsi operaénekes (* 1883)
- 1985 – Michael Redgrave angol színész (* 1908)
- 1989 – Sipos László magyar színész (* 1956)
- 2004 – Máthé Éva Jászai Mari-díjas magyar színésznő, érdemes művész a Miskolci Nemzeti Színház Örökös Tagja.(* 1924)
- 2016 – Andrew Grove az Intel társalapítója (* 1936)
- 2018 – Borbély Jolán, magyar etnográfus, pedagógus (* 1928)
- 2025 – George Foreman, olimpiai bajnok amerikai nehézsúlyú ökölvívó (* 1949)

## Nemzeti ünnepek, emléknapok, világnapok
- A költészet világnapja (UNESCO)
- Bábszínházi Világnap [4]
- 1966 óta a faji megkülönböztetés elleni küzdelem nemzetközi napja. 1960-ban ezen a napon a Dél-afrikai Köztársaságban 59 tüntetőt lőttek le a rendőrök.
- 2006 óta a Down-szindróma-világnapja
- az erdők nemzetközi napja.
- Namíbia: a függetlenség napja.